# سيرين هوروانغ
سيرين هوروانغ (التايلاندية: ศิริ น หอวัง، من مواليد 05 يوليو 1980) وعرفت فنياً بإسم كريس هوروانغ (ค ริ ส หอวัง) هي ممثلة تايلندية، عارضة أزياء ، مغنية و مقدمة برامج تلفزيونية، دي جي ومصممة رقصات ومعلمة باليه. في عام 2009 حصلت على دور رئيسي في جاء القطار لرؤيتك في عرض كوميدي رومانسي حولتها إلى نجمة بين عشية وضحاها.